# Studie
Studie é uma empresa japonesa de tunin da BMW e uma equipe de corrida GT World Challenge Asia que participa da classe GT4. Costumava participar da classe Super GT300.

## História
Studie foi fundada em 1995 em Yokohama como um revendedor e desenvolvedor de peças BMW. Atualmente, eles têm quatro filiais no Japão. Eles também fornecem suporte para equipes e indivíduos que usam carros BMW em esportes motorizados.

## Participação da Temporada Super GT
Começaram participando da classe GT300 em Super GT desde 2008 (onde têm parceria com a Advance Step) com um BMW Z4 (E85), o primeiro carro BMW da história do Super GT.  No entanto, a cobertura da mídia vem principalmente de sua adoção de um tema Itasha (tema de personagem principalmente envolvido com personagens de animação ou mangá) em seu carro, que é ocasionalmente visto nas estradas do Japão, mas não comumente visto em circuitos, mesmo Studie não foi o primeiro faça isso.
O tema que eles usam em seu carro é Vocaloid, um software de sintetização de canto desenvolvido pela Yamaha .

### Temporada 2008
Studie anunciou sua participação no Super GT em abril de 2008, usando o nome da equipe Studie GL @ D e Asuda Racing, que planejavam participar da corrida de Suzuka, Motegi e Fuji. para se ajustar ao regulamento de potência, eles trocaram o motor original por um S62B45 desafinado usado por um BMW M5 . Embora tenham recebido antecipações como sendo o primeiro carro BMW em Super GT (devido ao sucesso do Z4 em corridas menores do Super Taikyu ), a equipe surpreendeu a todos com o anúncio de sua adoção de "Itasha", que era desconhecida até duas semanas antes da corrida.
Eles estrearam na sessão de treinos em Suzuka 1000km, mas, forçados a desistir da corrida devido à violação do regulamento da parte de combustível. Eles também enfrentaram um problema de motor em Twin Ring Motegi que os obrigou a não participar da corrida. Eles iriam começar com sucesso sua primeira corrida em Fuji, terminando em 18 de 24 carros.

### Temporada 2009
Studie participou de toda a temporada de 2009 (exceto Malayasia ) usando o nome da equipe Studie GL @ D Racing . Eles usam principalmente o mesmo carro, exceto pequenas mudanças de imagem de modificação nas três primeiras corridas. Eles pularam a corrida de Sepang para terem tempo de fazer uma grande modificação em seu carro, incluindo a troca de seu motor para o S65E40 que era usado pelo E92 M3 no ALMS . Bem como uma transmissão sequencial usada pela maioria das equipes.
A modificação foi um sucesso, pois eles conseguiram seu primeiro ponto de piloto na corrida Autopolis . Apesar de terem mostrado resultados impressionantes nos treinos e nas eliminatórias, eles também sofreram 3 desistências em sessões de corrida (das 7 largadas).

### Temporada 2011
A equipe originalmente planejava participar como AS Studie Racing na temporada de 2010. Mas como um de seus principais parceiros, Advance Step, mudou-se para a série Super Taikyu com a Team Kyosho, eles não participaram naquela temporada, enquanto seu principal patrocinador, Goodsmile Company, mudou-se para a equipe de trabalho da Porsche COX Japan naquela temporada. No entanto, após o final da temporada de 2010, eles decidiram retornar à série como StudiexGSR, mais tarde eles fariam uma parceria com a TeamUKYO, uma equipe do ex-piloto de F1 Ukyo Katayama . Eles também convidaram Nobuteru Taniguchi, veterano do Super GT, que sua equipe anterior RE Amemiya retirou da série, para a parceria com Taku Bamba.
Eles usaram o BMW Z4 GT3 usado anteriormente pela Schubert Motorsport, que já havia se classificado em 4º na temporada do Campeonato Europeu FIA GT3 de 2010 e vencendo o Dubai 24 horas em 2011. Eles também mantêm a pintura estilo itasha, que é semelhante à usada em 2009.
Sua equipe classificou-se em 5º e 4º nas duas primeiras corridas da temporada, e eles participam de seu primeiro evento fora do Japão, no Circuito de Sepang, que é um memorial por terem terminado da pole até a vitória, ambas são a primeira vez desde a fundação da equipe . Eles iriam ganhar a Rodada 6 em Fuji, e a Rodada 8 em Motegi para concluir a temporada com um campeão de classe, tanto o primeiro campeão geral de JGTC / Super GT para a equipe quanto como carros BMW.

### Temporada 2016
No anúncio da atividade do plano de esportes motorizados em 3 de março de 2016, o BMW Sports Trophy Team Studie passou a ser a equipe oficial de terceirização da BMW, mudando o nome da equipe para BMW Team Studie. O piloto da equipe é Jörg Müller que atuou no desenvolvimento do M6 GT3 e do Seiji Ara, respectivamente.
Além disso, nesta temporada, patrocinadores e manutenção também foram alterados. O patrocinador, também para além da Steiff que apoiou a equipa como principal patrocinador para isto, como "patrocinador principal duplo", marca que trata do sabonete e sais de banho populares para a mulher, é a Sabon. O planejamento da rainha da corrida da equipe Sabon de se tornar uma unidade Quirky até "MUSE (Muse)" agora chamada.
Eles usaram o BMW M6 GT3 para substituir o velho Z4 GT3 e receberam suporte adicional da BMW em colaboração com a BMW Japão este ano. E a garagem de manutenção muda de RS Fine para Eifel Motorsorts.